# Ylodes zarudnyi
Ylodes zarudnyi är en nattsländeart som först beskrevs av Martynov 1928.  Ylodes zarudnyi ingår i släktet Ylodes och familjen långhornssländor. Inga underarter finns listade i Catalogue of Life.